# 林传甲
林传甲（1877年—1922年），字归云，号奎云，又号奎腾，福建闽县（今屬福州市）人，中國近代学者、漢學家、教育家、地理学家、方志学家。著作有《中国文学史》、《福海归程记》、《湖南驿程记》、《满蒙回藏地名释义》、《黑龙江最新地图》、《辽金元三史蒙拾》、《筹笔轩读书日记》等。

## 簡介
林传甲祖父林剑秋、父亲林丽生曾在四川、湖北、湖南做官。林传甲6岁时，父亲林丽生去世。
林传甲曾就读于西湖书院。1896年创办湖北时务学堂，为湖北民立小学之始。后来相继创办了衡州时务学堂、常宁时务学堂、辰州中学。
光绪二十八年（1902年），林回福建参加乡试并考取第一，到北京参加会试未中。1904年经严复推荐，出任京师大学堂文学教授，讲授中国文学史。期间著有《中国文学史》，为中国较早的一部文学史著作。
光绪三十一年（1905年）林到广西任知县并前往日本考察。当年12月，调任黑龙江办理全省教育。民国五年（1916年），林传甲因病辞职，离开黑龙江。
民国六年(1917年)，林传甲发起编纂《大中华地理志》。其后又编纂了浙江、江苏、安徽、福建、直隶、京师、京兆、湖北、山东、湖南、吉林等行省、地方之地理志及《大中华直隶省易县志》、《察哈尔乡土志》等。
民国十年（1921年）林到吉林任职。民国十一年（1922年）一月，病逝于吉林教育官署。